# Wilhelm Nultsch
Wilhelm Nultsch (* 20. März 1927 in Magdeburg; † 23. Mai 2011) war ein deutscher Botaniker.

## Leben
Wilhelm Nultsch, Sohn von Elfriede Nultsch, geborene Lehmann, und des Lehrers Wilhelm Nultsch, ging bis 1944 in Quedlinburg zur Schule, wo er ab 1936 das Gymnasium besuchte, wo er sein Abitur machte, und bevor er für die letzten Kriegsjahre eingezogen wurde. Von 1946 bis 1953 studierte er Chemie und Biologie, daneben Philosophie und Pädagogik, an der Martin-Luther-Universität Halle-Wittenberg und machte 1951 sein Staatsexamen. 1953 wurde er bei Johannes Buder auf dem Gebiet der Pflanzenphysiologie zum Dr. rer. nat. promoviert; 1959 habilitierte er sich in Tübingen, wo er von 1960 bis 1966 am Botanischen Institut der Eberhard Karls Universität Tübingen als Dozent unter Erwin Bünning angestellt war. 1966 wurde er nach Marburg an den Lehrstuhl für Botanik der Philipps-Universität berufen. Von 1966 bis 1970 war er dort Direktor des Botanischen Instituts und von 1966 bis 1975 des Botanischen Gartens. Ab 1966 bis zu seiner Emeritierung 1995 bekleidete Nultsch das Amt eines Ordinarius in Marburg. Für vier Jahre (1994–1998) war er Direktor der Biologischen Anstalt Helgoland, Zentrale Hamburg.
Von 1985 bis 1994 war er Präsident der Deutschen Botanischen Gesellschaft. Zudem war Nultsch von 1991 bis 1993 Präsident der European Society for Photobiology. Wilhelm Nultsch war evangelisch, ab 1950 verheiratet mit Dorothea Nultsch, geborene Simon, und hatte zwei Kinder (Wolf-Rüdiger und Sibylle). Er starb im Alter von 84 Jahren.

## Forschung
Nultsch forschte auf den Gebieten der Pflanzenphysiologie, Photobiologie und Meeresbotanik. Er verfasste ca. 150 Originalpublikationen in verschiedenen internationalen Fachzeitschriften.

## Bücher
Er ist Autor verschiedener Bücher, darunter Mikroskopisch-botanisches Praktikum und das in mehrere europäische Sprachen übersetzte Buch Allgemeine Botanik, das bei seinem Erscheinen 1964 als erstes Lehrbuch im Taschenbuchformat verlegt wurde.
- Allgemeine Botanik. Ein kurzes Lehrbuch für Mediziner und Naturwissenschaftler. 1964; 7. Auflage 1982; 11. Auflage: Thieme, Stuttgart 2001, ISBN 978-3-13-383311-0.
- Mikroskopisch-botanisches Praktikum für Anfänger. 1968; 7. Auflage, mit Annelise Grahle, 1983; 11. Auflage: Thieme, Stuttgart 2001, ISBN 978-3-13-440311-4.
- Allgemeine und molekulare Botanik. Thieme, Stuttgart 2008, ISBN 978-3-13-147661-6.
- Flower-Power. Thieme, Stuttgart 1999, ISBN 978-3-13-124141-2.
- Untersuchungen zum Bewegungs- und Reaktionsverhalten des Flagellaten Chlamydomonas reinhardtii. Steiner Franz Verlag, 1998, ISBN 978-3-515-05224-5.
- Der Einfluss des Lichtes auf die Bewegung phototropher Mikroorganismen. 1974, ISBN 978-3-7705-1210-2.
- Phototaktische Untersuchungen an einzelnen Zellen von Navicula peregrina (Ehrenberg) Kützing. In: Archiv für Mikrobiologie. Band 90, 1973, S. 47–58.
- Über die Rolle der beiden Photosysteme in der Photo-Phobotaxis.
- Bestimmung der photo-phobotaktischen Unterschiedswelle bei Phormidium uncinatum. In: Berichte der Deutschen Botanischen Gesellschaft. Band 83, 1970, S. 185–192.

## Ehrungen
- Bundesverdienstkreuz am Bande (4. Dezember 1996)[3]
- Ehrenmitglied der Deutschen Botanischen Gesellschaft (1996)